# Uru (São Paulo)
Uru est une municipalité brésilienne de l'État de São Paulo et la Microrégion de Bauru.